# I figli del capitano Grant
I figli del capitano Grant (in francese Les Enfants du capitaine Grant: voyage autour du monde) è un romanzo di avventura pubblicato nel 1867 dallo scrittore francese Jules Verne e costituisce il primo capitolo di una trilogia che prosegue con Ventimila leghe sotto i mari e si conclude con L'isola misteriosa. È diviso in tre parti: la prima ambientata in Patagonia, la seconda e la terza in Australia e nell'Oceano Pacifico.
Il romanzo fu pubblicato dapprima a puntate sulla rivista letteraria francese Magasin d'Éducation et de Récréation dal 20 dicembre 1865 al 5 dicembre 1867; il 23 giugno 1868 fu pubblicato in un volume triplo dall'editore Hetzel.

## Trama
(incipit de I figli del capitano Grant, traduzione di Luciano Tamburini, I Millenni, Einaudi, 1995, p.5)

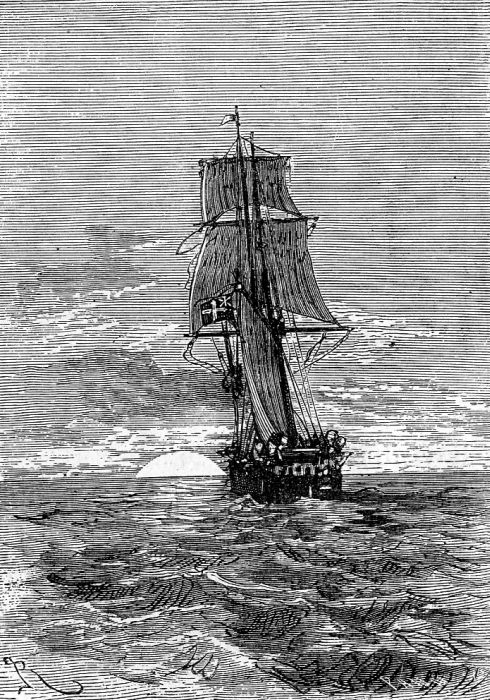
Il Duncan (incisione di É. Riou)

Nel luglio 1864, durante una gita di Lord e Lady Glenarvan a bordo del loro yacht Duncan, viene catturato al largo di Glasgow uno squalo nel cui stomaco è rinvenuta una bottiglia con all'interno alcuni fogli scritti. Dall'esame delle poche parole leggibili si comprende che la bottiglia era utilizzata dal capitano scozzese Grant, comandante della nave Britannia, per veicolare una richiesta di aiuto dopo il naufragio della nave. Nel messaggio è indicata la latitudine (37° 11') del luogo in cui è naufragato il Britannia, ma l'indicazione della longitudine è stata cancellata dall'acqua di mare penetrata nella bottiglia.
Lord Glenarvan decide di partire alla ricerca del capitano Grant col suo yacht Duncan, guidato dal giovane comandante John Mangles. Fanno parte della spedizione lady Helena Glenarvan, il maggiore Mac Nabbs e i due figli del capitano Grant: la sedicenne Mary e il dodicenne Robert. Si unirà a costoro il cartografo francese Jacques Paganel, imbarcatosi distrattamente sul Duncan anziché su una nave diretta in India. Si fa rotta dapprima per il Sud America (la Patagonia, l'isola Tristan da Cunha, l'isola Amsterdam) e successivamente per l'Australia e per le isole dell'Oceano Pacifico. L'Australia è descritta nel romanzo come una terra vergine e aspra, come appariva ancora agli europei a metà del XIX secolo.
In Australia trovano il precedente quartiermastro del Britannia, Ayrton, che si offre di condurli al sito del naufragio. Sfortunatamente Ayrton, il cui vero nome è Ben Joyce, è un traditore che non era presente durante il naufragio del Britannia, ma che era stato abbandonato in Australia in seguito ad un tentativo di ammutinamento allo scopo di trasformare il Britannia in una nave pirata. Ayrton tenta di impossessarsi anche del Duncan, ma per sua sfortuna anche questo tentativo fallisce.
Ayrton, fatto prigioniero, si offre di scambiare quello che sa del capitano Grant in cambio dell'essere abbandonato su un'isola deserta, invece di essere consegnato alle autorità inglesi. Il Duncan fa rotta per l'Isola Tabor, che per pura fortuna si rivela essere il riparo del capitano Grant. Qui Ayrton viene abbandonato perché riguadagni la sua umanità nella solitudine; ritroveremo Ayrton nel terzo ed ultimo capitolo della trilogia verniana, L'isola misteriosa.

## Capitoli

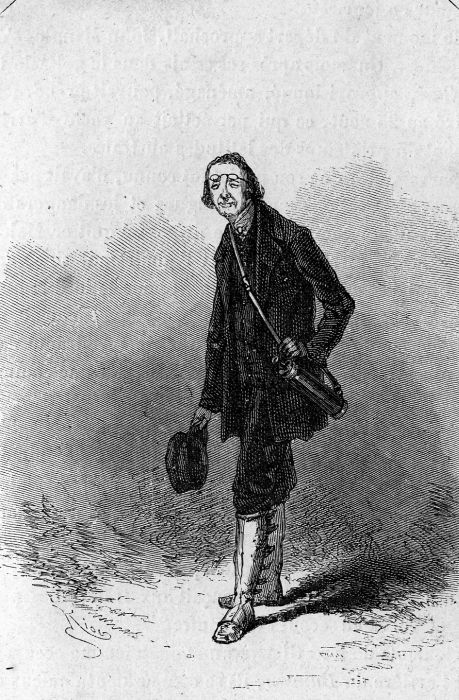
Jacques Paganel

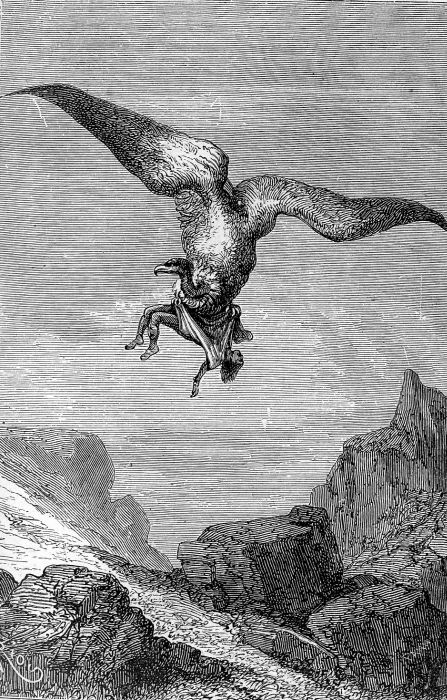
Il giovane Robert è rapito da un condor

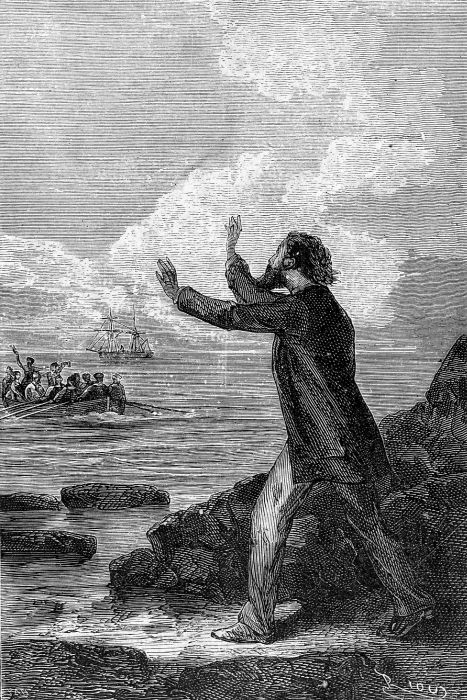
Il ritrovamento del capitano Grant

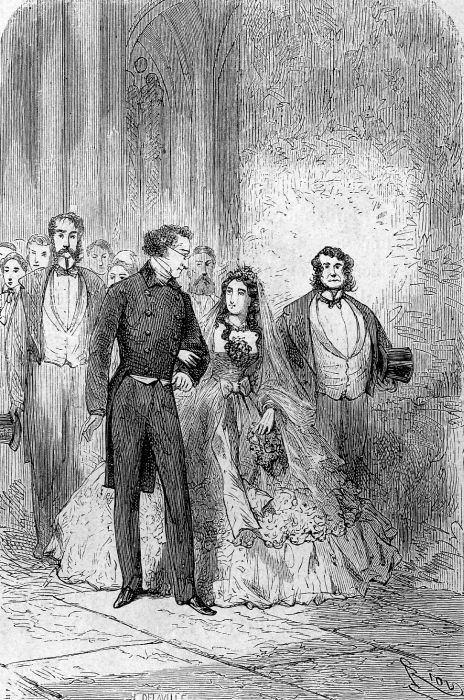
Il matrimonio fra Paganel e Arabella

### Parte prima
- Cap.1: Balance Fish[4]
- Cap.2: I tre documenti
- Cap.3: Malcolm Castle
- Cap.4: Una proposta di lady Glenarvan
- Cap.5: La partenza del Duncan
- Cap.6: Il passeggero della cabina numero 6
- Cap.7: Da dove viene e dove va Jacques Paganel
- Cap.8: Un brav'uomo in più a bordo del Duncan
- Cap.9: Lo Stretto di Magellano
- Cap.10: Il trentasettesimo parallelo
- Cap.11: Traversata del Cile
- Cap.12: A dodicimila piedi di altezza
- Cap.13: Discesa della Cordigliera
- Cap.14: Uno sparo provvidenziale
- Cap.15: Lo spagnolo di Jacques Paganel
- Cap.16: Il Rio Colorado
- Cap.17: Le Pampas
- Cap.18: In cerca d'acqua
- Cap.19: I lupi rossi
- Cap.20: Le pianure argentine
- Cap.21: Il Forte Indipendenza
- Cap.22: La piena
- Cap.23: Nel quale si fa la vita degli uccelli
- Cap.24: Nel quale si continua a fare la vita degli uccelli
- Cap.25: Tra il fuoco e l'acqua
- Cap.26: L'Atlantico

### Parte seconda
- Cap.1: Ritorno a bordo
- Cap.2: Tristan da Cunha
- Cap.3: L'isola Amsterdam
- Cap.4: Scommessa tra Jacques Paganel e il maggiore MacNabbs
- Cap.5: Le furie dell'Oceano Indiano
- Cap.6: Capo Bernouilli
- Cap.7: Ayrton
- Cap.8: La partenza
- Cap.9: La provincia di Victoria
- Cap.10: Wimmerra River
- Cap.11: Burke e Stuart
- Cap.12: La linea ferroviaria Melbourne-Sandhurst
- Cap.13: Un primo premio in geografia
- Cap.14: Le miniere di monte Alexander
- Cap.15: «Australian and New-Zealand Gazette»
- Cap.16: Nel quale il maggiore sostiene trattarsi di scimmie
- Cap.17: Gli allevatori milionari
- Cap.18: Le Alpi australiane
- Cap.19: Colpo di scena
- Cap.20: Aland Zealand
- Cap.21: Quattro giorni d'angoscia
- Cap.22: Eden

### Parte terza
- Cap.1: Il Macquarie
- Cap.2: Il passato della terra in cui si va
- Cap.3: Le stragi della Nuova Zelanda
- Cap.4: I frangenti
- Cap.5: Marinai improvvisati
- Cap.6: Nel quale si teorizza sul cannibalismo
- Cap.7: Nel quale si sbarca su una terra che era meglio evitare
- Cap.8: La situazione del paese
- Cap.9: Trenta miglia a nord
- Cap.10: Il fiume nazionale
- Cap.11: Il lago Taupo
- Cap.12: Le esequie d'un capo maori
- Cap.13: Ultime ore
- Cap.14: La montagna tabù
- Cap.15: Le maniere forti di Paganel
- Cap.16: Tra due fuochi
- Cap.17: Come mai il Duncan incrociava sulla costa orientale della Nuova Zelanda
- Cap.18: Ayrton o Ben Joyce?
- Cap.19: Un affare
- Cap.20: Un grido nella notte
- Cap.21: L'isola Tabor
- Cap.22: L'ultima distrazione di Jacques Paganel

## Adattamenti
Teatro
- Lo stesso Verne scrisse, in collaborazione con Dennery, il dramma Les enfants du capitaine Grant in un prologo e quattro atti, musica di Jean-Jacques-Joseph Debillemont,[5] rappresentato nel 1878[6]

Cinema
- I figli del capitano Grant (Les Enfants du capitaine Grant), film francese del 1913 diretto da Victorin-Hippolyte Jasset, Joseph Faivre, Henry Roussel[7]
- I figli del capitano Grant (in russo Дети капитана Гранта?, Deti kapitana Granta), film sovietico del 1936 diretto da Vladimir Vajnštok, ricordato anche per la colonna sonora di Isaak Dunaevskij[8].
- I figli del capitano Grant (In Search of the Castaways), film statunitense del 1962 diretto da Robert Stevenson

Fumetti
- I figli del capitano Grant, Il Giornalino, 1974;
- Les enfants du capitaine Grant, fumetto francese del 2009

## Edizioni integrali
- (FR) Les enfants du capitaine Grant: voyage autour du monde, 3 voll. (Vol. I: Amérique du Sud; Vol. II: Australie; Vol. III: Océan Pacifique), Collection Bibliothèque d'éducation et de récréation, Paris, J. Hetzel, 1868.
- I figli del capitano Grant: viaggio intorno al mondo, 3 voll. (vol. I: L'America del Sud; vol. II: L'Australia meridionale; vol. III: L'Oceano Pacifico), Collezione Viaggi straordinari, Milano, Tipografia editrice lombarda (già D. Salvi e c.), 1873.
- I figli del capitano Grant, traduzione di Tito Roberto Blanche, Sesto San Giovanni-Milano, A. Barion, 1931.
- I figli del capitano Grant: viaggio intorno al mondo. America del Sud, Australia, Oceano Pacifico, traduzione di Tito Roberto Blanche, revisione di Antonio Agnesti e Piero Nicola, 2 voll., Collana Hetzel n.9-10, Milano, Mursia, 1966.
- I figli del capitano Grant, traduzione di Ginetta Vittorini, Collana L'Elefante n.4, Milano, Longanesi, 1971.
- I figli del capitano Grant, traduzione di e cura di Luciano Tamburini, introduzione di Michel Butor, Collana i millenni, Torino, Einaudi, 1995, ISBN 88-06-13924-X.